# Isabel I de Castela
Isabel I (Madrigal de las Altas Torres, 22 de abril de 1451 – Medina del Campo, 26 de novembro de 1504), apelidada de "Isabel, a Católica", foi a Rainha de Castela e Leão de 1474 até sua morte, além de Rainha Consorte de Aragão a partir de 1479 e Imperatriz titular do Império Bizantino de 1502 até sua morte. Era filha do rei João II e sua esposa Isabel de Portugal.
Casou-se com o seu primo em segundo-grau, o príncipe Fernando de Aragão e, devido ao seu parentesco próximo, tiveram de pedir permissão ao Papa. No entanto, com a ajuda de Rodrigo Bórgia, o papa Sisto IV acabou por aceitar o casamento, uma vez que considerava a união conveniente para os interesses da Igreja. Isabel e o seu marido Fernando criaram as bases para a unificação política da Espanha através do seu neto, Carlos I, que se tornaria imperador do Sacro Império Romano.
Depois de uma luta para reclamar o seu direito ao trono, Isabel reorganizou o sistema de governo e da administração, centralizando competências ostentadas anteriormente pelos nobres; reformou o sistema de segurança dos cidadãos de tal forma que a taxa de criminalidade desceu drasticamente e levou a cabo uma reforma económica para reduzir a dívida que o reino tinha herdado do seu meio-irmão e predecessor no trono, Henrique IV. As suas reformas e as que realizou com o marido, tiveram grande influência mesmo fora das fronteiras dos seus reinos. Juntamente com o seu marido, Isabel participou na guerra de Granada através da qual conseguiram reconquistar terras muçulmanas, expulsando-os assim da Península Ibérica. Posteriormente decretaram também a expulsão dos judeus da região através do Decreto de Alhambra. Por estas medidas, tanto Isabel como o seu marido foram reconhecidos pela Santa Sé como "defensores ou protectores da fé", recebendo o título de Reis Católicos.
Contudo, Isabel foi recordada sobretudo pelo apoio incondicional que deu a Cristóvão Colombo na sua busca pelas Índias Ocidentais, uma missão que o levaria a descobrir a América. Este acontecimento levou posteriormente às descobertas e ao surgimento do Império Espanhol.

## Primeiros Anos

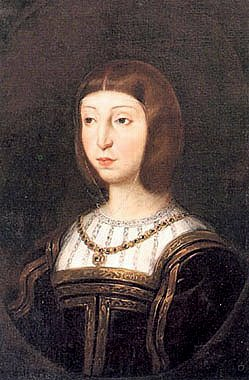
Isabel quando jovem

Isabel de Castela, filha de João II de Castela e da sua segunda esposa, Isabel de Portugal, nasceu em Madrigal de las Altas Torres, na província de Ávila, no dia 22 de abril de 1451, numa Quinta-Feira Santa, no palácio que hoje em dia é ocupado pelo Mosteiro de Nossa Senhora da Graça. O lugar e a data de nascimento foram discutidos historicamente, uma vez que quando nasceu, ninguém suspeitava da importância histórica que teria a menina no futuro. Madrigal era na altura uma pequena vila movimentada onde a sua mãe, Isabel de Avis, residia ocasionalmente. Foi da sua mãe que recebeu o nome Isabel que, na altura, ainda não era muito usado em Espanha.
Dois anos depois, em Tordesilhas, nasceu o seu irmão Afonso. Anteriormente, fruto do matrimónio entre João II de Castela e Maria de Aragão, e por tanto irmão paterno de Isabel, tinha nascido Henrique, que ocuparia o trono em 1454 e seria conhecido como Henrique IV, o Impotente.
Após a morte do seu pai em 1454, Isabel retirou-se com a sua mãe e irmão Afonso para a vila de Arévalo, onde assistiria aos ataques de loucura da sua mãe, Isabel. Esta foi uma época de dificuldades, inclusivamente económicas, pois embora o seu pai tivesse deixado disposições importantes no testamento a favor da sua mãe, o rei Henrique IV não as cumpre reiteradamente. Nesta adversidade, Isabel fortaleceu-se com leituras católicas e livros religiosos. A sua amizade com Santa Beatriz de Silva também a ajudou. Mais tarde, já rainha, Isabel ajudou-a a fundar a Ordem da Imaculada Conceição e ofereceu-lhe os palácios de Galiana na cidade de Toledo. Outras personagens importantes, neste momento e em geral durante a sua vida, foram Gutierre de Cárdenas, e a sua esposa Teresa Enríquez y Gonzalo Chacón.
Em 1461, Isabel e o seu irmão Afonso mudaram-se para Segóvia, lugar onde se encontrava a Corte, por estar para breve o nascimento da filha dos reis, dona Joana de Castela. Logo que nasceu, apelidaram a criança de Joana, a Beltraneja porque, segundo rumores da época, era filha da rainha, dona Joana de Portugal, e de Beltrán de La Cueva.
Os nobres, ansiosos por poder, colocaram o seu irmão Afonso, na altura apenas com doze anos de idade, contra o seu meio-irmão Henrique, exibindo-o na "farsa de Ávila". Em 1468, o seu irmão Afonso morreu, provavelmente envenenado, em Cardeñosa. Inicialmente, pensou-se que tinha sido vítima da peste, mas o médico que examinou o seu cadáver não encontrou indícios de tal doença.
Apesar das pressões dos nobres, Isabel recusou proclamar-se rainha enquanto Henrique IV estivesse vivo. Pelo contrário, conseguiu fazer com que o seu irmão lhe concedesse o título de princesa das Astúrias, numa cerimónia discutida que aconteceu nos Toros de Guisando a 19 de setembro de 1468, conhecida como a Concórdia de Guisando. Diz-se que dom Andrés de Cabrera, tesoureiro real, disse ao rei: "A virtude e as modéstia da infanta obrigam-nos a esperar que não terá mais vontade do que a vossa nem alimentará a ambição dos Grandes, pois se não tivesse recusado o título de rainha que lhe ofereceram, contentando-se com o de princesa que, a seu ver, lhe pertence".
Isabel tornou-se assim herdeira da coroa, à frente da sua sobrinha e afilhada Joana a quem a nobreza não considerava legítima para ocupar o trono devido às dúvidas que existiam em relação à sua paternidade. A partir deste momento, Isabel passa a residir em Ocaña, uma vila que pertencia a dom Juan Pacheco, marquês de Villena. O rei inicia contactos diplomáticos com outras casas reais para conseguir um acordo matrimonial que lhe trouxesse benefícios.

## Acordos matrimoniais

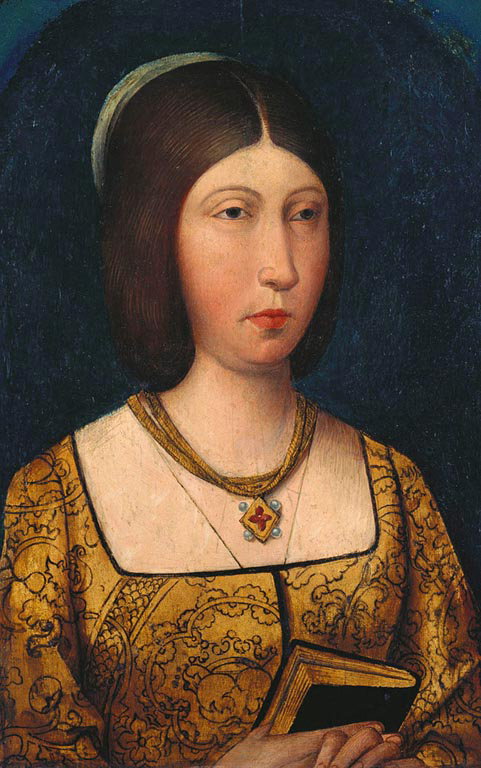
Isabel de Castela

Desde os três anos de idade Isabel esteve comprometida com Fernando, filho do rei João II de Aragão.
No entanto, Henrique IV acabou com este acordo seis anos depois para comprometer a irmã com Carlos, príncipe de Viana. O casamento não chegou a realizar-se devido à oposição férrea de João II de Aragão. Também foram inúteis as tentativas de Henrique IV de casá-la com o rei Afonso V de Portugal, primo em segundo-grau de Isabel e quase vinte anos mais velho do que ela. Em 1464, conseguiu reuni-los no Mosteiro de Guadalupe, mas Isabel recusou-o devido à diferença de idades entre ambos.
Mais tarde, quando tinha dezesseis anos, Isabel ficou comprometida de Pedro Girón, Mestre de Calatrava e irmão de dom Juan Pacheco. Diz-se que Isabel rogou aos céus para que não se realizasse o seu casamento com este varão de quarenta e três anos. Dom Pedro morreu de apendicite durante a viagem para se encontrar com a sua prometida.
A 18 de setembro de 1468, Isabel foi proclamada princesa das Astúrias através da Concórdia dos Touros de Guisando, revogando assim a anterior decisão de Henrique IV em oferecer este título à sua filha Joana. Depois da cerimónia, Isabel passou a viver em Ocaña tendo pouco contacto com a corte. Henrique IV voltou a sugerir o enlace entre Isabel e o rei Afonso V de Portugal, já que o Tratado dos Touros de Guisando tinha relembrado que o casamento de Isabel devia realizar-se com a aprovação do monarca castelhano. A proposta também incluía o projecto de casar a sua filha Joana com o príncipe-herdeiro João, filho de Afonso de Portugal. Desta forma, Isabel teria que mudar-se para o reino vizinho e, quando o seu marido morresse, os tronos de Portugal e Castela passariam para o rei João II de Portugal e para a sua esposa Joana.
Quando Isabel recusou a proposta, o rei intentou entregá-la a Carlos, duque de Berry, irmão do rei Luís XI de França; Isabel voltou a recusar o matrimónio. O monarca francês pediu então a mão de Joana para o seu irmão com o objectivo de afastá-lo do trono de França uma vez que o considerava uma ameaça para ele. O noivado celebrou-se em Medina del Campo em 1470, mas o duque morreu em 1472, em circunstâncias misteriosas antes de conhecer a noiva.
Entretanto, o rei João II de Aragão tratava de negociar em segredo com Isabel o casamento com o seu filho Fernando. Isabel e os seus conselheiros consideraram que ele era o melhor candidato para seu esposo, mas havia um impedimento legal uma vez que os dois eram primos em segundo-grau (os seus avôs, Fernando I de Aragão e Henrique III de Castela eram irmãos). Por isso, precisavam de uma bula papal que os exonerasse do impedimento. No entanto, o Papa não chegou a assinar este documento, temendo as possíveis consequências negativas que esse acto lhe poderia trazer (atraindo a aversão dos reinos de Castela, Portugal e França, todos envolvidos nas negociações para desposar da princesa Isabel com outro pretendente).

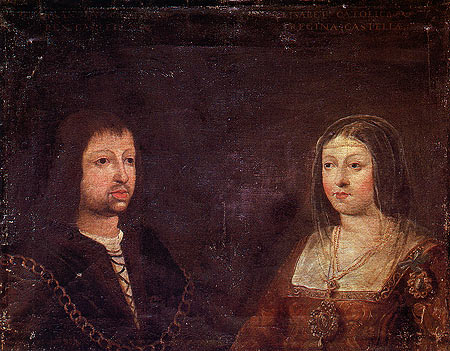
Isabel com o marido, Fernando

Apesar de tudo, o Papa era a favor desta união por gostar da princesa Isabel, uma mulher de carácter marcadamente religioso, devido à ameaça que os muçulmanos representavam para os seus Estados Pontifícios. Por essa razão, ordenou que dom Rodrigo Bórgia se dirigisse a Espanha como legado para facilitar a união.
As dúvidas de Isabel para casar-se e a autorização papal impediam a realização da cerimónia. Com a conivência de dom Rodrigo Bórgia, os negociadores apresentaram uma suposta bula emitida em junho de 1464 pelo Papa anterior, Pio II, a favor de Fernando, na qual era permitido a Fernando contrair matrimónio com qualquer princesa com quem tivesse laços de consanguinidade até ao terceiro grau. Isabel aceitou e assinaram-se as capitulações matrimoniais em Cervera, a 5 de março de 1469. Para que se realizasse a cerimónia, e temendo que Henrique IV acabasse com os seus planos, em maio de 1469, com a desculpa de visitar o túmulo do seu irmão Afonso, que repousava em Ávila, Isabel escapou de Ocaña onde era rigorosamente vigiada por dom Juan Pacheco. Por seu lado, Fernando atravessou Castela em segredo, disfarçando-se de moço de mulas de comerciantes. Finalmente, a 19 de outubro de 1469, Isabel contraiu matrimónio no Palácio de los Vivero em Valladolid com Fernando, rei da Sicília e príncipe de Gerona.
O matrimónio custou a Isabel o confronto com o seu meio-irmão que chegou a paralisar a bula papal de dispensa por parentesco. Finalmente, e depois da mediação do arcebispo de Toledo, Alonso Carrillo, no dia 1 de dezembro de 1471, o Papa Sisto IV acabou com as dúvidas em relação à legalidade canónica da união através da Bula de Simancas, que dispensava os príncipes Isabel e Fernando da sua consanguinidade.

## Isabel, Rainha de Castela

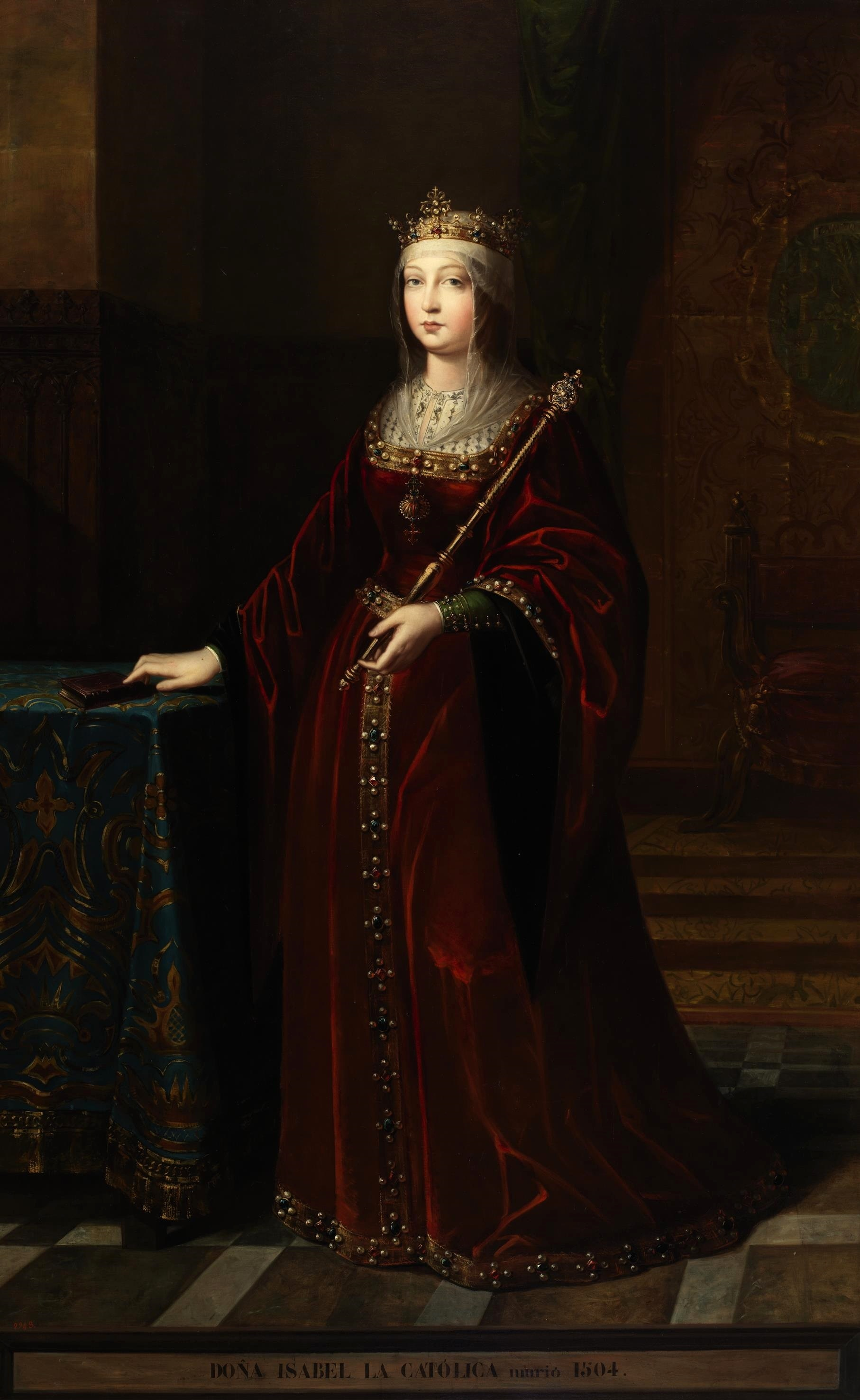
Isabel já rainha

Isabel ascendeu ao trono depois de vencer a Guerra de Sucessão Castelhana, ocorrida entre 1475 a 1479, enfrentando os partidários da sua sobrinha Joana. No entanto, após a vitória fez-se justiça, mas também se ofereceu o perdão real a todos aqueles que o pediram. Foi então que se construiu o Mosteiro de São João dos Reis.
Isabel proclama-se rainha de Castela no dia 13 de dezembro de 1474 em Segóvia, usando como base o Tratado dos Touros de Guisando. Da Fortaleza de Segóvia dirigiu-se para a Igreja de São Miguel, junto à praça maior. Depois de jurar por Deus, pela Cruz e pelos Evangelhos que seria obediente aos mandamentos da Santa Igreja, os presentes juram-lhe lealdade. De seguida entrou no templo segurando o escudo de Castela e abraçada às suas dobras.
A partir desse momento, impôs-se a tarefa de garantir a segurança nas estradas e nas aldeias, dado que os anos de guerra tinham favorecido actos de pilhagem e delinquência. Para isso, criou-se a Santa Irmandade que foi eficaz e um bom instrumento de justiça.
Foi uma mulher de grande carácter e com muita vontade própria. Foi severa com os filhos, mas uma boa mãe, fazendo-os entender que tinham obrigações por serem filhos de reis e que muito se devia sacrificar por esse motivo. Levou-os consigo durante as suas campanhas militares, mas também cuidou sempre do seu bem-estar como prova o seu valor durante o motim que ocorreu no forte de Segóvia em 1476. Os reis tinham instalado aí a sua corte e era também lá que vivia a sua primogénita, Isabel, sob o cuidado da sua amiga Beatriz de Bobadilla e do seu marido, o alcaide Andrés Cabrera. Cabrera era de origem judaica, o que na época era fonte de tensões raciais, e acusavam-no de querer aproveitar-se da confiança que os reis tinham nele, além de acusá-lo de desviar fundos e de tirania. O tumulto transformou-se num motim quando uns provocadores, disfarçados de camponeses e com armas escondidas, incentivaram a população a destituir o alcaide. Uma massa de gente furiosa dirigiu-se até à Fortaleza, armada com instrumentos do campo, paus e pedras. A rainha estava com o cardeal Mendoza quando soube do que tinha acontecido, mas nem um nem outro tinham tropas suficientes para defender a praça. Temendo pelo perigo que podia correr a sua filha, a rainha montou o seu cavalo e, acompanhada por três guardas, cavalgou sessenta quilómetros até Segóvia. À entrada, o bispo tentou detê-la pelo grande perigo que corria, mas Isabel recusou o conselho e avançou até à Fortaleza. Entrou e deixou as portas abertas para que os amotinados entrassem e lhe fizessem as suas queixas. Depois de examinar as queixas e observar que estas eram infundadas, talvez até promovidas por ressentimento em relação ao anterior alcaide Maldonado, decide manter Andrés Cabrera no seu posto. O povo de Segóvia, conquistado pelo valor e pela sensibilidade da sua rainha, passou a ser-lhe fiel a partir desse momento.

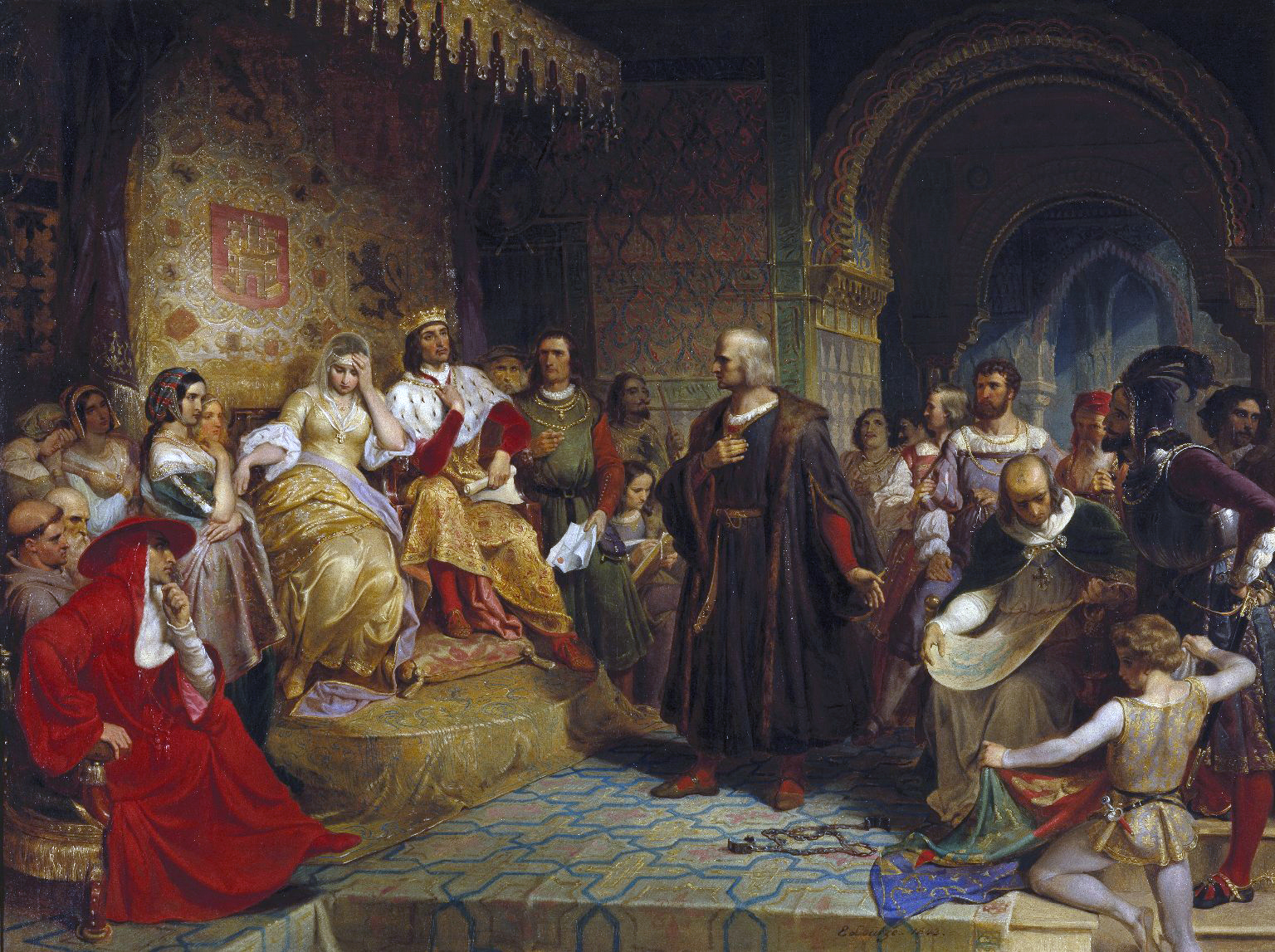
Cristóvão Colombo apresenta-se à rainha, de Emanuel Gottlieb Leutze

Durante as campanhas militares de Fernando, a rainha esteve sempre a seu lado, na retaguarda, acompanhada pelos seus filhos e preparada para providenciar o que fosse necessário. A sua ajuda foi decisiva para o êxito da Reconquista, como demonstram os acontecimentos da rendição de Baza (Granada). A cidade estava cercada havia bastante tempo, mas a população moura não queria render-se e os soldados cristãos começavam a desmoralizar-se devido ao longo ataque. O rei Fernando pede à sua esposa que se apresente no campo de batalha para levantar o moral das tropas. Isabel assim o faz, fazendo-se acompanhar de várias damas e da sua primogénita Isabel. O impacto da sua presença foi imediato, não só para as tropas cristãs, mas também para a população atacada que deu início à sua rendição, não perante o rei guerreiro, mas sim da sua destemida rainha. Isabel foi também precursora do Hospital de campanha, fazendo-se sempre acompanhar de médicos e ajudantes para cuidas dos feridos no campo de batalha.
Acreditou nos projectos de Cristóvão Colombo, apesar das muitas críticas e reações políticas adversas da Corte e dos científicos; uma lenda diz que financiou a viagem que levaria ao descobrimento da América com as suas próprias jóias. Na verdade esta foi paga por um grupo de mercadores, os mesmos que financiaram a visita de Fernando de Aragão para se casar com Isabel. Durante o reinado comum com Fernando, houve acontecimentos de grande transcendência para o futuro do reino, como o estabelecimento da Santa Inquisição (1480), a criação da Santa Irmandade, a incorporação do Reino de Granada assim como a unificação religiosa da Coroa Hispânica, baseada na conversão obrigatória dos judeus sob pena de expulsão (Decreto de Alhambra, 1492) e mais tarde dos muçulmanos. Por último, a anexação de Navarra (1512), quando a rainha já tinha morrido, significou a origem do futuro "Reino das Espanhas".
Depois do descobrimento da América em 1492, deu-se início a um processo de evangelização dos indígenas nativos, uma tarefa confiada aos monges paulinos húngaros que viajaram para as terras novas nas viagens subsequentes de Colombo. Isabel, aconselhada por estes monges, assinou o Tratado de Tordesilhas com Portugal (1494), um tratado com objectivos modestos (trava-se de repartir zonas de pesca e navegação com os portugueses: a importância da viagem de Colombo ainda não era conhecida), mas que, posteriormente, fez com que Castela e Portugal repartissem o mundo. Por desejo dos comerciantes urbanos criou-se a Santa Irmandade, corpo de polícia para a repressão da vadiagem criando condições mais seguras para o comércio e a economia.
Para as suas campanhas militares contou com o serviço de Gonzalo Fernández de Córdoba (O Grande Capitão), que participou na conquista de Granada (1492), nas primeiras Guerras de Itália e na toma de Cefalonia (1500).
Estes acontecimentos, movidos tanto por interesse político como religioso, foram muito importantes e mudaram por completo o que até então tinha sido uma parte da Península dividida em vários reinos; a Península tinha, no final de contas, a mesma divisão da época romana e foi por isso que os Reis Católicos nunca usaram o título de reis de Espanha e mudaram o rumo da história em toda a Europa.
Dada a implicação histórica da Coroa de Aragão em Itália e por uma série de outras razões (as suas virtudes cristãs, a conquista de Granada, a expulsão dos judeus e a cruzada contra os muçulmanos), Fernando e Isabel receberam o título de Reis Católicos concedido pelo Papa Alexandre VI, mediante a bula Si convenit, de 19 de dezembro de 1496. Este título foi herdado pelos descendentes do trono, e actualmente pertence ao rei Filipe VI de Espanha.
No final dos seus dias, as desgraças familiares começaram a atingi-la, o que levou alguns cronistas da época a comparar a rainha determinada com a Virgem Maria nas suas dores. A morte do seu único filho varão e o aborto da esposa dele, a morte da sua filha mais velha e do seu neto Miguel, a loucura da sua filha Joana agravada após a morte do seu marido flamengo, Filipe I de Castela, levaram-na a uma depressão profunda que fez com que se vestisse sempre de luto. A sua espiritualidade profunda ficou registada no que disse quando recebeu a triste notícia do falecimento do seu filho: "O Senhor deu-mo, o Senhor tirou-mo, bendito seja o seu santo nome."

## Morte

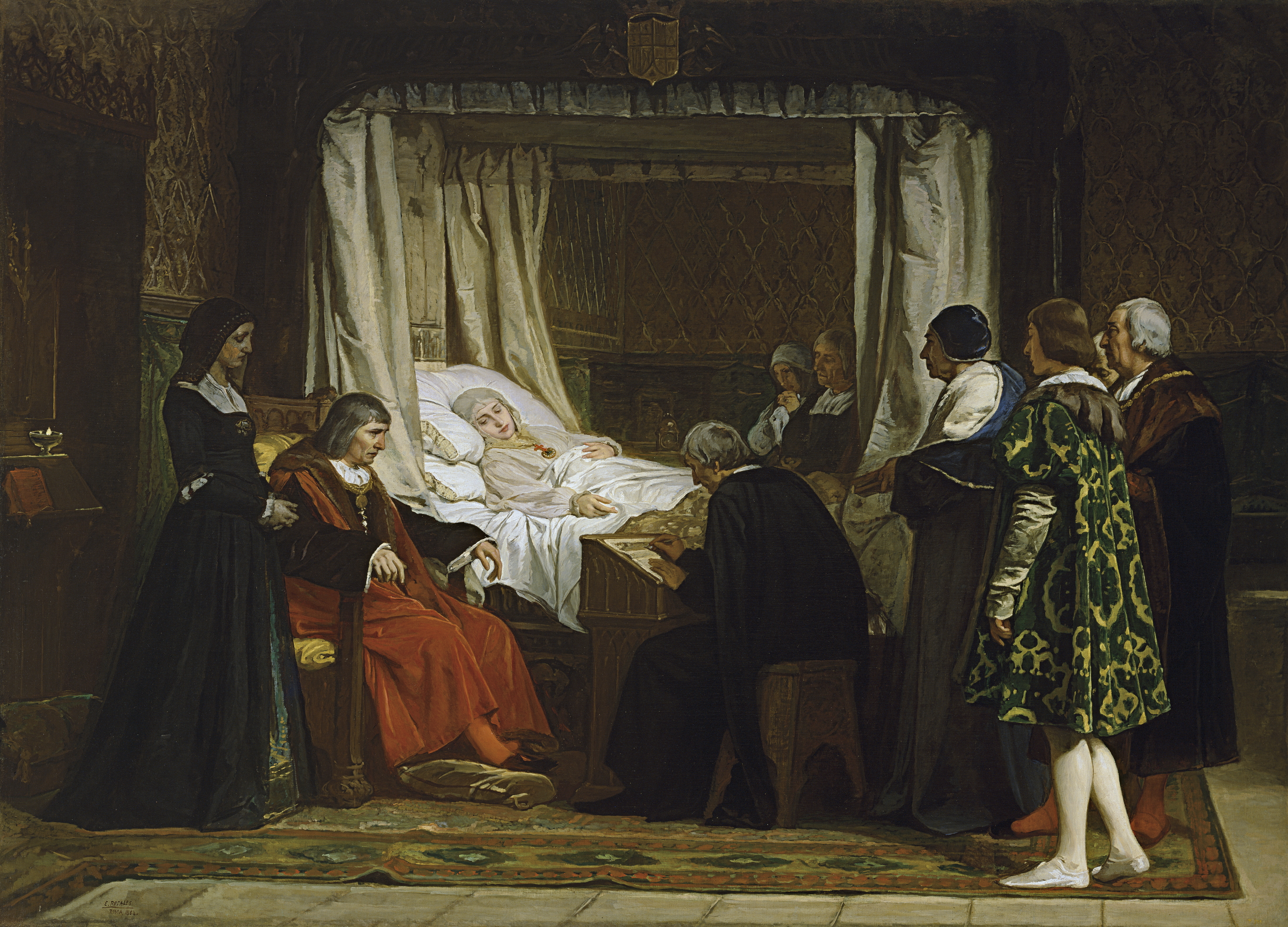
Isabel no seu leito de morte por Eduardo Rosales

Isabel encontrava-se em Medina del Campo quando adoeceu de cancro do útero, doença que a mataria. A rainha mandou que se rezassem missas pela sua saúde que se transformaram em missas pela sua alma quando teve a certeza de que o seu fim se aproximava. Consciente, pediu a extrema unção e o Santíssimo Sacramento.
Faleceu pouco antes do meio-dia de 26 de novembro de 1504, no Palácio Real de Medina del Campo.
Inicialmente foi enterrada no mosteiro de São Francisco de Alhambra no dia 18 de dezembro de 1504, numa sepultura simples como era seu desejo. Pouco depois os seus restos mortais, juntamente com os do seu esposo Fernando, o Católico, foram transladados para a Capela Real de Granada. A sua filha Joana I e o marido dela, Filipe I de Castela, também estão lá enterrados. Também foi neste local que se enterrou o seu neto Miguel, filho do rei Manuel I de Portugal que faleceu pouco antes de completar dois anos de idade, e a mãe dele, a infanta Isabel, filha mais velha dos Reis Católicos.
No museu da Capela Real encontram-se a coroa e o ceptro da rainha que também ofereceu à capela um importante grupo de quadros de Botticelli, Dirk Bouts e Hans Memling, entre outros e muitos dos seus pertences pessoais que ainda lá se encontram.

## Testamento e sucessão
O testamento original da rainha encontra-se conservado no Mosteiro Real de Santa Maria de Guadalupe. Existe ainda uma cópia que foi enviada para o mosteiro de Santa Isabel da Alhambra de Granada e outra que foi enviada para a catedral de Toledo. Esta última encontra-se conservada no Arquivo Geral de Simancas desde 1575.
No testamento, Isabel disse que os seus sucessores deviam esforçar-se para conquistar o Norte de África para o cristianismo e continuar a reconquista peninsular, mas a descoberta da América fez com que os esforços dos reinos castelhanos se afastassem desse objectivo.
O seu empenho como defensora da igualdade dos seus súbditos americanos com os do Velho Mundo fizeram com que recebesse o título de Precursora dos Direitos Humanos de historiadores importantes (isto apesar de ter decretado a conversão obrigatória dos judeus sob pena de expulsão, do Decreto de Alhambra e, mais tarde, pressionada pelo marido e pelo papado, acabar com as Capitulações de Granada, decididas com Boabdil, e obrigar a conversão dos muçulmanos).
Quando morreu, foi sucedida pela sua filha Joana, mas por pouco tempo, uma vez que esta seria declarada incapaz de reinar por "loucura" e passou assim o reino para o marido dela (Filipe I, o Belo) e logo de seguida para o filho deste matrimónio e neto dos Reis Católicos, Carlos I.

## Casamento e posteridade

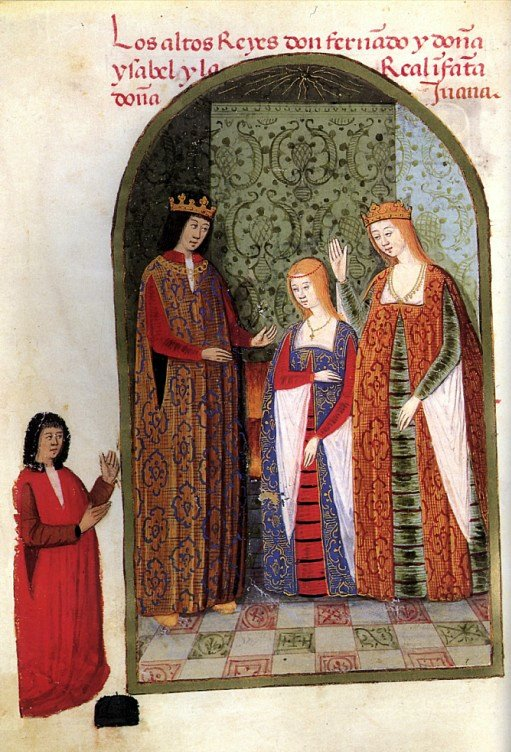
Isabel e Fernando com sua filha, Joana, 1482

De seu casamento com Fernando II de Aragão:
- Isabel de Aragão, Rainha de Portugal (1470 - 1498), casada com Dom Afonso de Portugal e, posteriormente, com Manuel I de Portugal.
- Aborto espontâneo (1475), um menino.
- João de Castela, Príncipe das Astúrias e Girona (1478 - 1497), casado com Margarida de Áustria.
- Joana, a Louca, Rainha de Castela (1479 - 1555), casada com Filipe I de Castela.
- Maria de Aragão, Rainha de Portugal (1482 - 1517), casada com Manuel I de Portugal.
- Ana de Castela (1482), irmã gêmea natimorta da Maria.
- Catarina de Aragão (1485 - 1536), Rainha de Inglaterra casada com Henrique VIII de Inglaterra.